# Arteria estilomastoidea
La arteria estilomastoidea es una arteria que se origina, unas veces, en la arteria auricular posterior, y otras, en la occipital, ambas ramas de la arteria carótida externa.

## Trayecto
La arteria estilomastoidea entra por el foramen estilomastoideo en el conducto facial o acueducto de Falopio, al que recorre de abajo arriba, para irrigar la cavidad timpánica, el antro mastoideo, las celdillas mastoideas y los conductos semicirculares. Es una rama de la arteria auricular posterior, y por lo tanto parte del sistema arterial de la carótida externa.
En el individuo joven una rama de este vaso forma, junto con la arteria timpánica anterior, rama de la arteria maxilar, un círculo vascular, que rodea a la membrana timpánica, y desde el cual se ramifican delicados vasos sobre dicha membrana.
Se anastomosa con la rama petrosa superficial de la arteria meníngea media por medio de una pequeña rama que entra en el hiato del conducto para el nervio petroso mayor (o hiato del conducto facial).

## Ramas
- Arteriola para el músculo del estribo.[1]
- Ramos para las celdillas mastoideas.[1]
- Tres ramos, inferior, superior y medio para la cavidad timpánica o caja del tímpano.[1]